# تپه اطراف شهر سوخته ۳۳۴
تپه اطراف شهر سوخته شماره ۳۳۴ مربوط به هزاره سوم قبل از میلاد است و در شهرستان زابل، بخش شیب آب، روستای حومه شهر سوخته، ۱۵/۷ کیلومتری جنوب پایگاه باستان‌شناسی واقع شده و این اثر در تاریخ ۲۸ اسفند ۱۳۸۵ با شمارهٔ ثبت ۱۸۹۸۴ به‌عنوان یکی از آثار ملی ایران به ثبت رسیده‌است.